# Aisha Campbell
Aisha Campbell is een personage uit de televisieserie Mighty Morphin Power Rangers. Ze was in die serie de tweede Gele Ranger. Ze volgde Trini Kwan op, en bleef bij het team tot het einde van het derde seizoen. Aisha kwam in 74 afleveringen voor en werd gespeeld door Karan Ashley.

## Biografie
Aisha kwam oorspronkelijk uit de fictieve stad Stone Canyon. Ze bezocht in het tweede seizoen van Mighty Morphin Power Rangers Angel Grove samen met Rocky DeSantos en Adam Park om deel te nemen aan het Team Ninja toernooi dat daar werd georganiseerd. De drie werden echter gevangen door Goldar als onderdeel van Lord Zedds laatste plan. Ze werden gered door de Rangers, maar ontdekten hierbij per ongeluk hun identiteit. Later beloofden ze tegenover Zordon om deze kennis voor zich te houden.
Aisha verhuisde net als Rocky en Adam naar Angel Grove toen ze naar Angel Grove High ging. De drie bleven de Rangers helpen, vooral Aisha.
Toen Jason, Zack en Trini naar Zwitserland gingen en hun rangerposities moesten doorgeven aan iemand anders, koos Trini Aisha uit als de nieuwe gele ranger.
In het team werd Aisha al snel goede vrienden met Kimberly. Toen Kimberly ontdekte dat haar moeder zou gaan trouwen met haar nieuwe vriend en met hem naar Frankrijk zou verhuizen, kon Kimberly de rest van het schooljaar bij Aisha’s familie in komen wonen. De vriendschap tussen de twee bleek nogmaals toen Kimberly lidmaatschap van de Angel Grove Girl’s Club afsloeg enkel omdat Aisha niet werd toegelaten.
Aisha was een dierenliefhebber en werd dan ook vrijwilliger bij een lokale dierenartskliniek.
Toen Master Vile de tijd op aarde terugdraaide en de Rangers in kinderen veranderde, moesten de jonge rangers terugreizen in de tijd om de vijf stukken van het legendarische zeo kristal op te halen. Alleen dit kristal kon de tijd weer herstellen. Aisha vond haar stuk in een Afrikaans dorp dat op het randje van de vernietiging stond omdat de dieren in de omgeving geregeld de dorpelingen aanvielen. Aisha ontmoette hier ook Tanya Sloan. Aisha vond haar stuk kristal, maar besloot om in Afrika te blijven en te proberen met haar kennis over dieren het dorp te helpen. In haar plaats reisde Tanya terug naar het heden. Zij werd hiermee de nieuwe gele ranger.
Aisha zocht nog eenmaal contact met de Rangers gedurende Power Rangers: Zeo (hoewel ze niet in beeld verscheen werd haar naam wel genoemd). Ze stuurde hen hierbij een belangrijk voorwerp toe.